# Співоча телеграма
Співоча телеграма — послання в музичній формі, яке доставляє актор. Співочі телеграми історично пов'язані зі звичайними телеграмами, але вони, як правило, гумористичні. Іноді актори переодягаються в театральні костюми або в одяг офіційного стилю. Співочі телеграми часто отримують у подарунок.

## Історія співочих телеграм
Уперше послуга співочих телеграм була надана у 1933 році компанією Western Union: 28 липня фанат відправив телеграму зірці Голлівуду співаку Руді Валле з днем народження. Джордж П. Ослін (1899-1996), директор зв'язків із громадськістю Західного Союзу, вирішив, що це буде гарною можливістю зробити телеграми, пов'язані зі смертю та іншими трагічними новинами, у щось більш популярне. Він попросив оператора Western Union, Люсіль Ліппс, заспівати повідомлення по телефону, і це стало першою співочою телеграмою.  [Архівовано 14 березня 2018 у Wayback Machine.] У той час як Ослін створив співочу телеграму, бо вважав, що "повідомлення повинні бути веселими", він пригадав, що "був сердито проінформований, що я робив сміх компанії".  З того часу співочі телеграми доставлялися здебільшого особисто. З популяризацією телефонів у 1960-х роках послуга почала втрачати популярність. До 1972 року Western Union отримував невелику кількість запитів на співочі телеграми і на державній основі вимагав схвалення регуляторних вимог для усунення пропозицій.   Western Union припинив свою послугу зі співучих телеграм в 1974 році, але незалежні співочі телефонні компанії, що спеціалізуються на часто костюмованій особистій доставці подарункових повідомлень, зберегли традицію. [Архівовано 23 березня 2019 у Wayback Machine.]
Одним з перспективних бізнес-проектів такого роду може стати оформлення та передача «співочих телеграм», які ось уже кілька років користуються шаленою популярністю в США і Західній Європі. Суть цих незвичайних поздоровлень вкрай проста: в призначений час, в потрібному місці з'являється артист, одягнений в яскравий театральний костюм (від концертного фрака до «шкурки» зайчика, курчати та інше.  Він співає привітання і вручає людині, в якої свято подарунок. Причому відбуватися подібне шоу може аж ніяк не тільки вдома у ювіляра / іменинника / або просто коханої людини - сценою для «співочої телеграми» цілком може стати офіс, навчальна аудиторія ВНЗ, шкільний клас або ж це може бути влаштовано у дворі або прямо на вулиці. Репертуар також не обмежений стандартним «З днем народження!» Або різдвяним «Jingle bells» - в хід підуть мелодії будь-яких популярних пісень, в тому числі - і з переробленими словами, а також - зі вставленим ім'ям адресата незвичайної телеграми.  [Архівовано 15 листопада 2019 у Wayback Machine.]